# Connecteam Platform
Connecteam Platform es una empresa que se dedica a la gestión de fuerza de trabajo basada en la nube, así como un software con el mismo nombre desarrollado en 2016. Para el año 2021, la empresa recaudó 120 millones de dólares en capital semilla (financiación inicial). En 2022, Connecteam contaba con 20000 empresas conectadas a la app y más de un millón de usuarios.
VentureBeat describió Connecteam como un competidor en el espacio de gestión de la fuerza de trabajo, junto con Skedulo y WorkJam, y el gigante empresarial Workday.

## Visión general
Connecteam, que debe su nombre a su software de gestión de empleados, se dirige principalmente a empresas con una mayoría de trabajadores de cuello azul (aquellos profesionales que realizan una actividad que requiere un esfuerzo principalmente físico). Se utiliza para la gestión de empleados, la comunicación y la gestión de recursos humanos.

## Historia
Connecteam fue fundada en 2016 por Amir Nehemia, Daniel Nuriel y Yonatan Nuriel como una herramienta para empleados "sin escritorio". Los primeros inversores de la empresa por Calcalist fueron los fundadores de WIX, que también ayudaron a fundar el software de gestión de proyectos basado en la nube Monday.com. El primer producto fue una plataforma SaaS para que una empresa de cualquier tamaño pudiera lanzar rápidamente una app interna para comunicarse con los empleados sin necesidad de soporte técnico.
En abril de 2021, la empresa recaudó 37 millones de dólares en una ronda de financiación de Serie B, liderada por Insight Partners, O.G. Tech y el equipo directivo de Wix.com.
Ese mismo año, Connecteam fue elegida como la segunda startup israelí más prometedora por el diario financiero vespertino en lengua hebrea Globes. La pandemia de COVID-19 ayudó significativamente al crecimiento de Connecteam, ya que la app permitía a las empresas asegurarse de que todos los empleados, incluidos los que no disponían de correo electrónico u ordenadores corporativos, recibían las actualizaciones cruciales, etc.
En febrero de 2022, la empresa recaudó 120 millones de dólares en una ronda de financiación de Serie C, codirigida por Stripes e Insight Partners. Además, los inversores decidieron comprar acciones por valor de 40 millones de dólares a empleados e inversores en etapas iniciales. Las empresas de inversión Tiger Global, Qumra Capital y O.G. Tech también participaron en la ronda de financiación, con lo que la financiación total ascendió a 160 millones de dólares con una valoración de 800 millones de dólares.
En 2023, la empresa informó de que había alcanzado los 500.000 usuarios en 36.000 empresas de todo el mundo.

## Críticas
Business.com calificó a Connecteam con un 9,5 sobre 10, considerándola la mejor app para trabajadores de primera línea. Sin embargo, su precio puede resultar demasiado caro para pequeñas empresas de 11 a 30 empleados.
U.S. News & World Report la calificó como una plataforma robusta para gestionar trabajadores "sin escritorio" y equipos remotos, destacando sus eficaces herramientas de comunicación. Contras: configuración lenta y ausencia de videochat.
Forbes otorgó a Connecteam una puntuación de 4,4 sobre 5, elogiándola por sus funciones de gestión de empleados, comunicación y colaboración fáciles de usar. Los pros incluyen un plan gratuito para hasta 10 usuarios, una interfaz todo en uno y un servicio de atención al cliente receptivo. Los contras incluyen la necesidad de actualizaciones para acceder a más funciones, costes más elevados para equipos pequeños y retrasos ocasionales de la app.
TechRadar analizó Connecteam, destacando su utilidad en la comunicación remota entre empleados con actualizaciones al estilo de las redes sociales, la gestión de tareas y el seguimiento del tiempo. Entre los contras, la falta de gestión de nóminas.